# Miltochrista flammealis
Miltochrista flammealis là một loài bướm đêm thuộc phân họ Arctiinae, họ Erebidae.